# HMS Otway (N51)
| «Отвей» (N51)                                                         | «Отвей» (N51)                                                                                 | «Отвей» (N51)                                                                                 |
| --------------------------------------------------------------------- | --------------------------------------------------------------------------------------------- | --------------------------------------------------------------------------------------------- |
| HMS Otway                                                             |                                                                                               |                                                                                               |
|                                                                       |                                                                                               |                                                                                               |
| Британський ПЧ «Отвей». 1931                                          |                                                                                               |                                                                                               |
| Верф                                                                  | Vickers-Armstrongs, Барроу-ін-Фернесс                                                         | Vickers-Armstrongs, Барроу-ін-Фернесс                                                         |
| Під прапором                                                          | Австралія Велика Британія                                                                     | Австралія Велика Британія                                                                     |
| Належність                                                            | Військово-морські сили Великої Британії · Королівський австралійський військово-морський флот | Військово-морські сили Великої Британії · Королівський австралійський військово-морський флот |
| Порт приписки                                                         | Портсмут, Гібралтар, Александрія, Мальта, Фалмут, Ротсей                                      | Портсмут, Гібралтар, Александрія, Мальта, Фалмут, Ротсей                                      |
| На честь                                                              | єдиний корабель на честь австралійського мису Отвей                                           | єдиний корабель на честь австралійського мису Отвей                                           |
| Замовлення                                                            | 19 травня 1925                                                                                | 19 травня 1925                                                                                |
| Закладений                                                            | 24 серпня 1925                                                                                | 24 серпня 1925                                                                                |
| Спуск на воду                                                         | 7 вересня 1926                                                                                | 7 вересня 1926                                                                                |
| Введений до складу флоту                                              | 9 вересня 1927                                                                                | 9 вересня 1927                                                                                |
| На службі                                                             | 1927–1945                                                                                     | 1927–1945                                                                                     |
| Сучасний статус                                                       | 24 серпня 1945 року списаний зі складу флоту; розібраний на брухт у вересні 1945 року         | 24 серпня 1945 року списаний зі складу флоту; розібраний на брухт у вересні 1945 року         |
| Бойовий досвід                                                        | Друга світова війна Битва на Середземному морі Битва за Атлантику                             | Друга світова війна Битва на Середземному морі Битва за Атлантику                             |
| Проєкт                                                                |                                                                                               |                                                                                               |
| Класифікація ПЧ                                                       | океанський дизель-електричний підводний човен                                                 | океанський дизель-електричний підводний човен                                                 |
| Тип ПЧ                                                                | Підводний човен типу «Одін»                                                                   | Підводний човен типу «Одін»                                                                   |
| Основні характеристики                                                |                                                                                               |                                                                                               |
| Швидкість (надводна)                                                  | 15,5 вузлів (28,7 км/год)                                                                     | 15,5 вузлів (28,7 км/год)                                                                     |
| Швидкість (підводна)                                                  | 9 вузлів (17 км/год)                                                                          | 9 вузлів (17 км/год)                                                                          |
| Робоча глибина занурення                                              | 90 м                                                                                          | 90 м                                                                                          |
| Гранична глибина занурення                                            | 150 м                                                                                         | 150 м                                                                                         |
| Дальність плавання                                                    | 8 500 миль (15 700 км) на швидкості 10 вузлів                                                 | 8 500 миль (15 700 км) на швидкості 10 вузлів                                                 |
| Екіпаж                                                                | 54 офіцери та матроси                                                                         | 54 офіцери та матроси                                                                         |
| Розміри                                                               |                                                                                               |                                                                                               |
| Довжина найбільша (по КВЛ)                                            | 82 м                                                                                          | 82 м                                                                                          |
| Ширина корпусу найб.                                                  | 8,5 м                                                                                         | 8,5 м                                                                                         |
| Середня осадка (по КВЛ)                                               | 4,85 м                                                                                        | 4,85 м                                                                                        |
| Водотоннажність надводна                                              | 1 332 тонни                                                                                   | 1 332 тонни                                                                                   |
| Водотоннажність підводна                                              | 1 922 тонни                                                                                   | 1 922 тонни                                                                                   |
| Силова установка                                                      |                                                                                               |                                                                                               |
| Дизель-електрична: 2 × дизельних двигуни Admiralty 2 × електродвигуни |                                                                                               |                                                                                               |
| Гвинти                                                                | 2                                                                                             | 2                                                                                             |
| Потужність                                                            | 4 600 к.с. (дизелі) 350 к.с. (електродвигун)                                                  | 4 600 к.с. (дизелі) 350 к.с. (електродвигун)                                                  |
| Озброєння                                                             |                                                                                               |                                                                                               |
| Артилерія                                                             | 1 × 102-мм корабельна гармата Mk.XII                                                          | 1 × 102-мм корабельна гармата Mk.XII                                                          |
| Торпедно- мінне озброєння                                             | 8 × 533-мм торпедних апаратів (6 — носових, 2 — кормових)                                     | 8 × 533-мм торпедних апаратів (6 — носових, 2 — кормових)                                     |
| ППО                                                                   | 2 × зенітні кулемети Lewis                                                                    | 2 × зенітні кулемети Lewis                                                                    |

«Отвей» (N51) (англ. HMS Otway (N51) — військовий корабель, океанський підводний човен далекого радіусу дії типу «Одін» Королівських військово-морських флотів Австралії та Великої Британії часів Другої світової війни.
Підводний човен брав обмежену участь у Другій світовій війні, здійснивши чотири бойових походи поблизу європейських берегів і в подальшому використовувався як навчальний.

## Історія створення
Підводний човен «Отвей» був закладений 24 серпня 1925 року на верфі компанії Vickers-Armstrongs у Барроу-ін-Фернессі на замовлення Королівського австралійського флоту. 7 вересня 1926 року він був спущений на воду, а 9 вересня 1927 року увійшов до складу Королівських ВМС Великої Британії.

## Історія служби
Після введення в експлуатацію «Отвей» і «Окслі» були тимчасово направлені до складу 5-ї флотилії підводних човнів Королівського флоту. 8 лютого 1928 року дві підводні човни вирушили до Австралії у найдовшій подорожі без супроводу, яку здійснив британський підводний човен. На шляху до Мальти у двигунах «Отвей» були виявлені тріщини. Після прибуття на острів подібні вади були виявлені на рушійній установці «Окслі», і два човни були затримані для проведення ремонту. У листопаді 1928 року, після проведення відновлювальних робіт, обидва човни продовжили свою подорож та 14 лютого 1929 року досягли Сіднея. Через рік у зв'язку з погіршенням фінансових умов, що призвело до Великої депресії, два підводні човни були виведені до резерву. Підводні човни підтримувалися в робочому стані та залишали гавань двічі на місяць для занять.
Постійні витрати на утримання човнів у поєднанні з обмеженнями тоннажу, встановленими Лондонським військово-морським договором, спонукали уряд Австралії запропонувати Королівському флоту повернути обидва човни. 10 квітня 1931 року їх передали британцям та незабаром вони відпливли до Британії.
З 12 по 15 лютого 1940 року «Отвей» у взаємодії з есмінцем «Версатайл», шлюпами «Іншантресс», «Фолкстон», тральщиком «Госсамер» супроводжував конвой HG 18F під час останнього етапу його плавання з Гібралтару до Ліверпуля.